# كي لين
كي لين (بالبورمية: ကြည်လင်း)‏ هو لاعب كرة قدم ميانماري، ولد في 4 سبتمبر 1992 في يانغون في ميانمار. شارك مع منتخب ميانمار تحت 23 سنة لكرة القدم ومنتخب ميانمار لكرة القدم. أما مع النوادي، فقد لعب مع نادي يانغون يونايتد.

## وصلات خارجية
- كي لين على موقع قاعدة بيانات كرة القدم.إي يو (الإنجليزية)
- كي لين على موقع ناشيونال فوتبول تيمز (الإنجليزية)
- كي لين على موقع Soccerway.com (الإنجليزية)
- كي لين على موقع عالم كرة القدم.نت (الإنجليزية)